# 자라키 켄파치
자라키 켄파치(일본어: 更木剣八)는 블리치의 등장인물이다.

## 프로필
- 키 : 202 cm
- 몸무게 : 90 kg
- 생일 : 11월 19일
- 성우 - 타치키 후미히코 / 성완경

- 입대시험도 없이 11번대 前 대장을 힘으로 쓰러트린 후 11번대 대장으로 승격된다. 영압이 지나치게 강하고 높아 켄파치 본인조차 그것을 스스로 제어하지 못한다. 굉장히 호전적인 성격의 소유자이며 전투 중에 상대에게 큰 상처를 입어도 아픈 기색은커녕 오히려 더 그 싸움에 집착하는 모습을 보여 상대를 당황하게 만든다.
- 현재 기술개발국에서 만든 '영압을 무한정 먹는 괴물'인 안대를 하고 있다.
- 켄파치라는 칭호는 대대로 호정 13대에서 가장 싸움을 좋아하고 가장 많은 적을 죽여온 자에게 주어지는 통칭이며, 그 뜻은 '아무리 베어도 쓰러지지 않는 자'이다.
- 자라키의 경우 지역의 명칭을 딴 것으로 만화 본문에 '자라키' 지역에서 온 '켄파치'라는 설정이 등장한다.
- 경력 : 현(現) 소울 소사이어티 호정 13대 11번대 대장

## 참백도
- 참백도 이름 : 야쇄(野晒)
- 참백도 시해 언령 : 들이켜라(呑め)
- 참백도 시해 능력 : 거대한 중식도 형태로 바뀐다. 다른 특별한 능력이 있는지는 불명확하나 정황상 물리계로 추정
- 참백도 만해 : 불명(나오긴 했으나 이름이 공개되지 않음)

## 기술
- 영압방출 : 영압을 전후좌우 사방으로 퍼트리는 것으로 상대방에게 피해를 준다.
- 영압파동 : 영압을 좌우로 퍼트리는 것이 아닌 한 점에 모아 방출하는 것으로 피해를 입힌다.
- 안대 제거 : 영력을 무한대로 먹어치우는 안대를 제거함으로써 자신의 영력을 전부 사용한다.
- 검도 : 한 손이 아닌 두 손으로 검을 휘두르는 것으로 야마모토 겐류사이가 가르쳐주었지만 자신에게 맞지 않는다며 그만 두었다. 노이트라와의 싸움에서 사용한다.

## 같이 보기
- 블리치의 등장인물 목록